# Times of Grace (álbum)
Times of Grace es el sexto álbum de la banda estadounidense Neurosis, lanzado el 4 de mayo de 1999. Continúa desarrollando su particular estilo post-metal con influencias marcadas por el rock gótico y rock progresivo. Este álbum y Grace, un álbum complementario de música ambiental del proyecto alterno Tribes of Neurot, están diseñados para ser tocados juntos. Times of Grace marcó el inicio de una relación laboral con el ingeniero de sonido Steve Albini.

## Trasfondo y composición
En 1996, Neurosis lanzó Through Silver in Blood, alabado por la crítica. Después de una extensa gira, la banda regresó a los estudios en octubre de 1998 para comenzar las grabaciones de Times of Grace. Así como su álbum debut, este álbum fue producido por Steve Albini, quien a partir de este material se volvería un colaborador recurrente. Times of Grace fue llamado "el primer álbum en el que Neurosis comenzó a sonar como Neurosis." Numerosas publicaciones elogiaron el trabajo de Albini en el álbum, resaltando el peso e inmersión de la producción. El álbum posee un sonido natural y refinado, el cual fue preservado y acentuado por Albini, manteniendo su calidad orgánica.

## Recepción
Times of Grace recibió críticas positivas. Eduardo Rivadavia de AllMusic elogió al álbum comentando: "Con tiempo y paciencia, Times of Grace puede probar ser uno de los trabajos más satisfactorios para aquellos fieles de tiempo atrás, pero puede resultar un poco exhaustivo para aquellos que no han sido iniciados propiamente." Joshua Klein escribió para The A.V. Club destacó la presencia de Steve Albini como un punto fuerte del álbum, elogiando la producción y la calidad en el sonido.

### Premios
| Año                            | Publicación | País           | Galardón                                  | Rank |       |
| ------------------------------ | ----------- | -------------- | ----------------------------------------- | ---- | ----- |
| 2012                           | Stereogum   | Estados Unidos | "The Top 20 Steve Albini-Produced Albums" | 10   | [ 4 ] |
| 2018                           | Loudwire    | Estados Unidos | "The Best Metal Album from 40 Subgenres"  | *    | [ 3 ] |
| "*" denotes an unordered list. |             |                |                                           |      |       |

## Lista de canciones
| N.º | Título                    | Duración |  |
| 1.  | «Suspended in Light»      | 1:59     |  |
| 2.  | «The Doorway»             | 7:35     |  |
| 3.  | «Under the Surface»       | 8:37     |  |
| 4.  | «The Last You'll Know»    | 9:14     |  |
| 5.  | «Belief»                  | 5:56     |  |
| 6.  | «Exist»                   | 1:41     |  |
| 7.  | «End of the Harvest»      | 7:29     |  |
| 8.  | «Descent»                 | 2:57     |  |
| 9.  | «Away»                    | 9:35     |  |
| 10. | «Times of Grace»          | 7:22     |  |
| 11. | «The Road to Sovereignty» | 3:39     |  |

Bonus, edición japonesa
| Japanese bonus track |             |          |  |
| N.º                  | Título      | Duración |  |
| 12.                  | «Threshold» | 3:25     |  |

## Créditos
Neurosis
- Scott Kelly − guitarra, voz, percusión
- Steve Von Till − guitarra, voz, percusión
- Dave Edwardson − bajo, voz, sintetizador moog
- Jason Roeder − batería, percusión
- Noah Landis − teclado, samples, sintetizadores, voz

Músicos adicionales
- John Goff − gaitas
- Jackie Gratz − chelo
- Jon Birdsong − corneta, tuba
- Wendy-O Matik − narrador
- Johannes Mager − trombón
- Kris Force − viola, violín

## Grace
Grace es el tercer álbum de estudio de la banda estadounidense de dark ambient Tribes of Neurot, un proyecto paralelo de los integrantes de a side project of Neurosis. Creado al mismo tiempo que Times of Grace por los mismos músicos y staff, ambos álbumes funcionan como compañeros, y fueron diseñados para ser tocados simultáneamente. En 2009, Neurot Recordings relanzó Times of Grace y Grace como un CD doble.

## Trasfondo y composición
Desde sus inicios, Grace fue realizad con la intención de ser tocado al mismo tiempo que el álbum de Neurosis Times of Grace. Sobre esta simultaneidad, la banda escribió:

"Esta grabación de Tribes of Neurot es el compañero natural del disco de Neurosis Times of Grace, ya que esta diseñado para ser tocados al mismo tiempo. De manera individual, posee la misma dinámica rítmica, la textura fundamental y el impacto emocional que posee Times of Grace. Tocados juntos, ambas grabaciones crean una experiencia sonora única y multi-dimensional."

Grace está compuesto principalmente de los sonidos utilizados en Times of Grace, manipulados y distorsionados para preservar los tonos originales, pero a la vez ofrecer un concepto nuevo más ambiental. El álbum cuenta con efectos de sonido y diálogos sampleados colocados de tal forma que sean interactivos con los momentos clave de Times of Grace. La banda anima a los escuchas a "experimentar de diferentes fuentes, diferentes espacios, diferentes relaciones de sonido para para añadir una espontaneidad y dimensión vital a los estándares pasivos de los sonidos estéreo habituales." A diferencia de Times of Grace, Grace fue un esfuerzo en gran parte en solitario para la banda al no recibir ninguna asistencia en producción por parte de Steve Albini.
Algunas publicaciones comparan a Grace y Zaireeka, álbum de The Flaming Lips, aunque otro trabajo de Tribes of Neurot, Cairn, es mucho más parecido.

## Recepción
Grace recibió en su mayoría críticas positivas, con algunas publicaciones comentando que podría ser escuchado por sí mismo. Steve Huey de AllMusic escribió, "funciona mejor como música de fondo que escuchándolo activamente; para un mayor disfrute, es mejor combinarlo con Times of Grace. Tomando ambos trabajos es posible subrayar la ambición del proyecto de manera más efectiva, y es una experiencia más activa e interesante."

## Lista de canciones
| N.º | Título     | Duración |  |
| 1.  | «Untitled» | 1:59     |  |
| 2.  | «Untitled» | 7:35     |  |
| 3.  | «Untitled» | 8:37     |  |
| 4.  | «Untitled» | 9:14     |  |
| 5.  | «Untitled» | 5:56     |  |
| 6.  | «Untitled» | 1:41     |  |
| 7.  | «Untitled» | 7:29     |  |
| 8.  | «Untitled» | 2:57     |  |
| 9.  | «Untitled» | 9:35     |  |
| 10. | «Untitled» | 7:22     |  |
| 11. | «Untitled» | 3:39     |  |

Nota
- El lanzamiento físico original de Grace coloca los temas sin título, pero el relanzamiento digital nombra cada tema como "Grace" seguido del número consecutivo que corresponde a cada canción más el título del tema con el cual se relaciona de Times of Grace. Por ejemplo, el tema 8 es llamado "Grace 8 (Descent)".[12]

## Créditos
| Tribes of Neurot - Scott Kelly - Steve Von Till - Dave Edwardson - Jason Roeder - Noah Landis | Personal técnico - Brian Jackson − ingeniería, mezclas, masterización - Dave Clark − mezclas - Dustin Donaldson − mezclas |